# 1re épreuve de Speedcar Series 2008-2009

La 1re épreuve de la saison 2008-2009 de Speedcar Series, disputée les 5 décembre 2008 et 6 décembre 2008 sur le Dubaï Autodrome, située aux Émirats arabes unis, est la 6e épreuve du championnat de Speedcar Series. Cette épreuve est la manche d'ouverture du championnat 2008-2009. 

## Engagés
| Écurie                | no | Pilote                |
| --------------------- | -- | --------------------- |
| Palm Beach            | 07 | Stefan Johansson      |
| Palm Beach            | 10 | Gianni Morbidelli     |
| Continental Circus    | 09 | Marcel Tiemann        |
| Continental Circus    | 32 | Éric Charles          |
| JMB Racing            | 13 | Damien Pasini         |
| JMB Racing            | 69 | Johnny Herbert        |
| Union Properties Team | 20 | Vitantonio Liuzzi     |
| Union Properties Team | 85 | Hasher Al Maktoum     |
| Phoenix Racing        | 21 | Mathias Lauda         |
| Phoenix Racing        | 80 | Heinz-Harald Frentzen |
| Durango               | 25 | Christopher Zoechling |
| Durango               | 96 | Jacques Villeneuve    |
| HPR                   | 27 | Jean Alesi            |
| HPR                   | 50 | Marchy Lee (en)       |

- Cette saison, La Speedcar Series ne prend plus en charge les pilotes: de nouvelles écuries font leur entrée en lice dans la discipline (Palm Beach, Continental Circus, JMB Racing, Durango et HPR).
- Marcel Tiemann, Éric Charles, Damien Pasini, Vitantonio Liuzzi et Christopher Zoechling font leurs débuts en Speedcar Series.

## Qualifications
| Pos | no | Pilote                | Équipe                | Temps          | Écart    |
| --- | -- | --------------------- | --------------------- | -------------- | -------- |
| 1   | 20 | Vitantonio Liuzzi     | Union Properties Team | 2 min 04 s 680 |          |
| 2   | 80 | Heinz-Harald Frentzen | Phoenix Racing        | 2 min 05 s 134 | +0 s 454 |
| 3   | 25 | Christopher Zoechling | Durango               | 2 min 05 s 380 | +0 s 700 |
| 4   | 27 | Jean Alesi            | HPR                   | 2 min 05 s 580 | +0 s 900 |
| 5   | 10 | Gianni Morbidelli     | Palm Beach            | 2 min 05 s 630 | +0 s 950 |
| 6   | 21 | Mathias Lauda         | Phoenix Racing        | 2 min 06 s 120 | +1 s 440 |
| 7   | 85 | Hasher Al Maktoum     | Union Properties      | 2 min 06 s 218 | +1 s 538 |
| 8   | 07 | Stefan Johansson      | Palm Beach            | 2 min 06 s 439 | +1 s 759 |
| 9   | 69 | Johnny Herbert        | JMB Racing            | 2 min 06 s 668 | +1 s 988 |
| 10  | 13 | Damien Pasini         | JMB Racing            | 2 min 06 s 742 | +2 s 062 |
| 11  | 09 | Marcel Tiemann        | Continental Circus    | 2 min 06 s 948 | +2 s 268 |
| 12  | 50 | Marchy Lee (en)       | HPR                   | 2 min 07 s 060 | +2 s 380 |
| 13  | 96 | Jacques Villeneuve    | Durango               | 2 min 07 s 282 | +2 s 602 |
| 14  | 32 | Eric Charles          | Continental Circus    | 2 min 13 s 022 | +8 s 432 |

## Grille de départ de la course 1
| 1re ligne : | 1re ligne : | 1.Vitantonio Liuzzi Italie              | 2.Heinz-Harald Frentzen Allemagne |
| 2e ligne :  | 2e ligne :  | 3.Christopher Zoechling Autriche        | 4.Jean Alesi France               |
| 3e ligne :  | 3e ligne :  | 5.Gianni Morbidelli Italie              | 6.Mathias Lauda Autriche          |
| 4e ligne :  | 4e ligne :  | 7.Hasher Al Maktoum Émirats arabes unis | 8.Stefan Johansson Suède          |
| 5e ligne :  | 5e ligne :  | 9.Johnny Herbert Royaume-Uni            | 10.Damien Pasini France           |
| 6e ligne :  | 6e ligne :  | 11.Marcel Tiemann Allemagne             | 12.Marchy Lee (en) Hong Kong      |
| 7e ligne :  | 7e ligne :  | 13.Jacques Villeneuve Canada            | 14.Eric Charles France            |

## Course 1
| Pos  | no | Pilote                | Écurie                | Tours | Temps           |
| ---- | -- | --------------------- | --------------------- | ----- | --------------- |
| 1    | 20 | Vitantonio Liuzzi     | Union Properties Team | 20    | 40 min 55 s 976 |
| 2    | 80 | Heinz-Harald Frentzen | Phoenix Racing        | 20    | +0 s 839        |
| 3    | 10 | Gianni Morbidelli     | Palm Beach            | 20    | +3 s 091        |
| 4    | 69 | Johnny Herbert        | JMB Racing            | 20    | +12 s 858       |
| 5    | 85 | Hasher Al Maktoum     | Union Properties      | 20    | +15 s 815       |
| 6    | 96 | Jacques Villeneuve    | Durango               | 20    | +34 s 741       |
| 7    | 50 | Marchy Lee (en)       | HPR                   | 20    | +40 s 868       |
| 8    | 13 | Damien Pasini         | JMB Racing            | 20    | +1 min 18 s 517 |
| 9    | 32 | Eric Charles          | Continental Circus    | 20    | +1 min 37 s 722 |
| 10   | 27 | Jean Alesi            | HPR                   | 20    | +1 min 51 s 563 |
| 11   | 25 | Christopher Zoechling | Durango               | 19    | +1 tour         |
| Abd. | 21 | Mathias Lauda         | Phoenix Racing        | 16    |                 |
| Abd. | 09 | Marcel Tiemann        | Continental Circus    | 9     |                 |
| Abd. | 07 | Stefan Johansson      | Palm Beach            | 9     |                 |

Meilleur tour :  Heinz-Harald Frentzen (2 min 05 s 910 au 15e tour).

## Course 2
La seconde course a été annulée, pour cause de fortes intempéries, provoquant des inondations sur la piste.

## Classement provisoire

### Pilotes
| Rang | Pilote                | DUB 1 | DUB 2 | BHR 1 | BHR 2 | LOS 1 | LOS 2 | DUB 1 | DUB 2 | BHR 1 | BHR 2 | Points |
| ---- | --------------------- | ----- | ----- | ----- | ----- | ----- | ----- | ----- | ----- | ----- | ----- | ------ |
| 1    | Vitantonio Liuzzi     | 1     | A     |       |       |       |       |       |       |       |       | 10     |
| 2    | Heinz-Harald Frentzen | 2     | A     |       |       |       |       |       |       |       |       | 8      |
| 3    | Gianni Morbidelli     | 3     | A     |       |       |       |       |       |       |       |       | 6      |
| 4    | Johnny Herbert        | 4     | A     |       |       |       |       |       |       |       |       | 5      |
| 5    | Hasher Al Maktoum     | 5     | A     |       |       |       |       |       |       |       |       | 4      |
| 6    | Jacques Villeneuve    | 6     | A     |       |       |       |       |       |       |       |       | 3      |
| 7    | Marchy Lee (en)       | 7     | A     |       |       |       |       |       |       |       |       | 2      |
| 8    | Damien Pasini         | 8     | A     |       |       |       |       |       |       |       |       | 1      |
| 9    | Éric Charles          | 9     | A     |       |       |       |       |       |       |       |       | 0      |
| 10   | Jean Alesi            | 10    | A     |       |       |       |       |       |       |       |       | 0      |
| 11   | Christopher Zoechling | 11    | A     |       |       |       |       |       |       |       |       | 0      |
|      | Stefan Johansson      | Abd.  | A     |       |       |       |       |       |       |       |       | 0      |
|      | Mathias Lauda         | Abd.  | A     |       |       |       |       |       |       |       |       | 0      |
|      | Marcel Tiemann        | Abd.  | A     |       |       |       |       |       |       |       |       | 0      |

### Écuries
| Rang | Écuries               | no | DUB 1 | DUB 2 | BHR 1 | BHR 2 | LOS 1 | LOS 2 | DUB 1 | DUB 2 | BHR 1 | BHR 2 | Points |
| ---- | --------------------- | -- | ----- | ----- | ----- | ----- | ----- | ----- | ----- | ----- | ----- | ----- | ------ |
| 1    | Union Properties Team | 20 | 1     | A     |       |       |       |       |       |       |       |       | 14     |
| 1    | Union Properties Team | 85 | 5     | A     |       |       |       |       |       |       |       |       | 14     |
| 2    | Phoenix Racing        | 21 | Abd.  | A     |       |       |       |       |       |       |       |       | 8      |
| 2    | Phoenix Racing        | 80 | 2     | A     |       |       |       |       |       |       |       |       | 8      |
| 3    | Palm Beach            | 07 | Abd.  | A     |       |       |       |       |       |       |       |       | 6      |
| 3    | Palm Beach            | 10 | 3     | A     |       |       |       |       |       |       |       |       | 6      |
| 4    | JMB Racing            | 13 | 8     | A     |       |       |       |       |       |       |       |       | 6      |
| 4    | JMB Racing            | 69 | 4     | A     |       |       |       |       |       |       |       |       | 6      |
| 5    | Durango               | 25 | 11    | A     |       |       |       |       |       |       |       |       | 3      |
| 5    | Durango               | 96 | 6     | A     |       |       |       |       |       |       |       |       | 3      |
| 6    | HPR                   | 27 | 10    | A     |       |       |       |       |       |       |       |       | 2      |
| 6    | HPR                   | 50 | 7     | A     |       |       |       |       |       |       |       |       | 2      |
| 7    | Continental Circus    | 09 | Abd.  | A     |       |       |       |       |       |       |       |       | 0      |
| 7    | Continental Circus    | 32 | 9     | A     |       |       |       |       |       |       |       |       | 0      |